# Día Internacional de la Papa
El Día Internacional de la Papa es una jornada que se celebra el 30 de mayo desde el 2024, establecida en 2023 por la Asamblea General de las Naciones Unidas (AGNU).

## Proclamación
El Día Internacional de la Papa fue proclamado por la AGNU el 8 de diciembre de 2023, con el propósito de reconocer y promover los valores nutricionales, económicos, ambientales y culturales de la patata. Esta designación busca apoyar la implementación de la Agenda 2030 para el Desarrollo Sostenible y sus Objetivos de Desarrollo Sostenible.

## Celebración
Este día se celebra anualmente el 30 de mayo empezando en 2024. La elección de mayo coincide con el periodo de siembra en muchas regiones productoras, subrayando su rol en la seguridad alimentaria y la lucha contra la pobreza. El objetivo es resaltar la importancia de la papa como recurso alimentario fundamental y generador de ingresos, especialmente para las familias y productores rurales.

## Temas
- 2024: Cosechar la diversidad, alimentar la esperanza[2]